# Harbor Springs
Harbor Springs est une ville du comté d'Emmet, dans l'État du Michigan, aux États-Unis. En 2020, sa population était de 1 274 habitants.